# Ţabarsū
Ţabarsū (persiska: طبرسو) är en ort i Iran.   Den ligger i provinsen Mazandaran, i den norra delen av landet, 90 km norr om huvudstaden Teheran. Ţabarsū ligger 1 130 meter över havet och antalet invånare är 207.
Terrängen runt Ţabarsū är kuperad åt nordost, men åt sydväst är den bergig. Runt Ţabarsū är det ganska tätbefolkat, med 80 invånare per kvadratkilometer. Närmaste större samhälle är Kalārdasht, 4,4 km nordväst om Ţabarsū. I omgivningarna runt Ţabarsū växer i huvudsak blandskog.